# 1290 Avenue of the Americas
1290 Avenue of the Americas, går även under namnen Axa Financial Center och Sperry-Rand Building, är en skyskrapa som ligger utmed gatan Avenue of the Americas/Sixth Avenue på Manhattan i New York, New York i USA.
Byggnaden uppfördes mellan 1961 och 1963 som en fastighet för kontorsverksamhet. Den är 174 meter hög och har 44 våningar.